# Prähnu
Koordinaten: 58° 46′ N, 22° 29′ O
Prähnu ist ein Dorf (estnisch küla) in der Landgemeinde Hiiumaa (bis 2017: Landgemeinde Emmaste). Es liegt auf der zweitgrößten estnischen Insel Hiiumaa (deutsch Dagö), direkt an der Ostseeküste.
Prähnu hat fünf Einwohner (Stand 31. Dezember 2011).